# Notophyson swainsoni
Notophyson swainsoni är en fjärilsart som beskrevs av Druce 1895. Notophyson swainsoni ingår i släktet Notophyson och familjen björnspinnare. Inga underarter finns listade i Catalogue of Life.